# 達尼洛-伊萬尼夫卡
46°45′15″N 35°16′43″E / 46.75417°N 35.27861°E
達尼洛-伊萬尼夫卡（烏克蘭語：Данило-Іванівка）是位於烏克蘭東南部的村莊，由扎波羅熱州梅利托波爾區的諾韋市鎮負責管轄。該村面積2.1平方公里，海拔高度12米，2001年人口746，人口密度每平方公里356.1人。